# 日本國鐵113系電力動車組
日本國鐵113系電力動車組是1963年日本國有鐵道開發出的近郊通勤型電車。自1987年國鐵分割民營化後，113系被分屬於東日本旅客鐵道（JR東日本）、東海旅客鐵道（JR東海）、西日本旅客鐵道（JR西日本）以及四國旅客鐵道（JR四國）。2000年，伊豆急行亦向JR東日本買入此系列車。同時，也一併介绍113系的原始車種，日本國鐵111系電力動車組。

## 形式

### 111系之形式
モハ111形 (M)
與「モハ110形」為一組的電動車。
モハ110形 (M')
與「モハ111形」為一組的電動車，設有集電弓及空氣壓縮機。
クハ111形 (Tc)
111系・113系之間通用的駕駛車。
サロ111形 (Ts)
新造一等車（綠色車廂），載客量為64人。

### 113系之新造形式

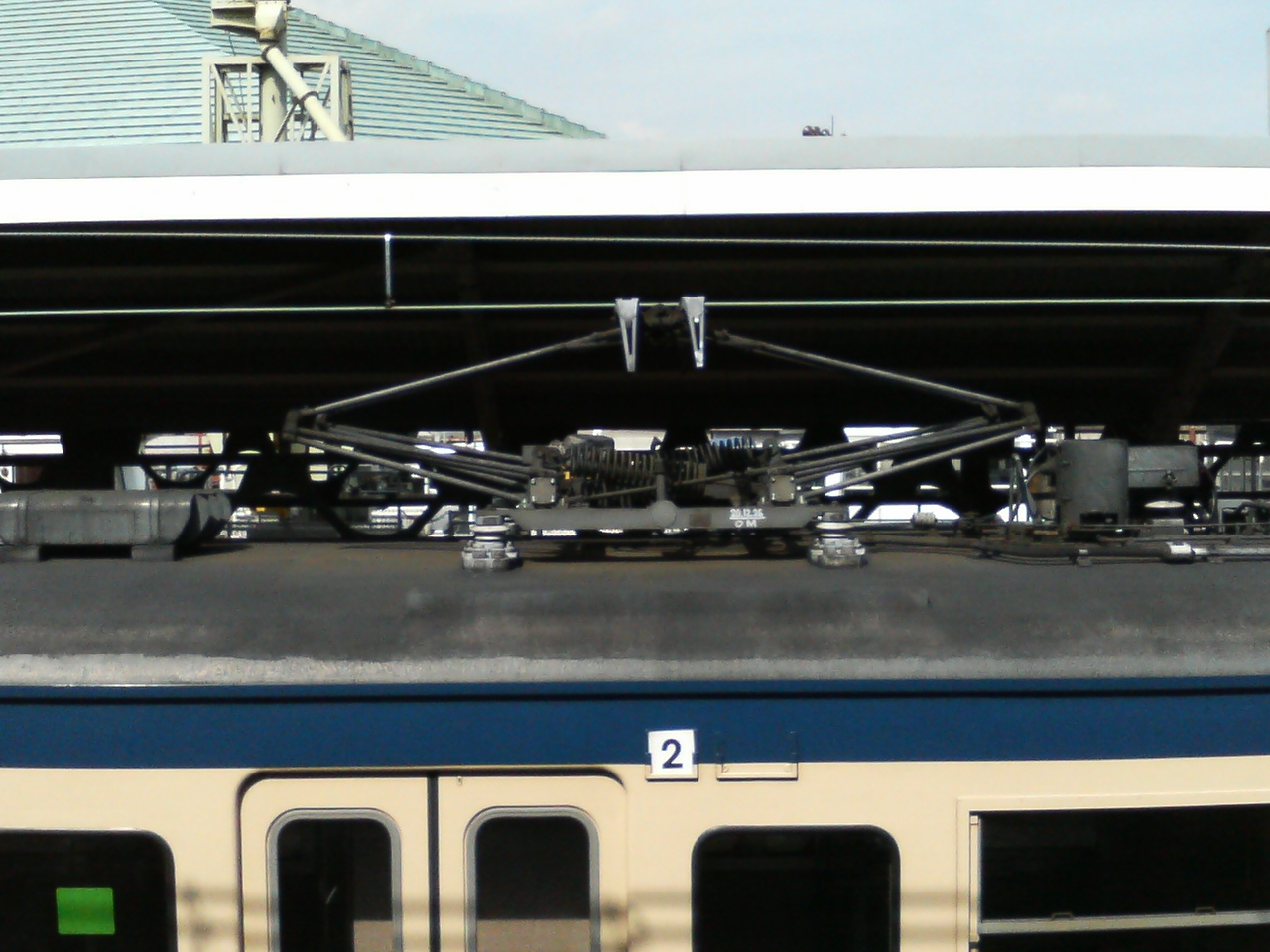
集電弓

モハ113形 (M)
與「モハ112形／クモハ112形」為一組的電動車。
モハ112形 (M')
與「モハ113形／クモハ113形」為一組的電動車，設有集電弓及空氣壓縮機。
クハ111形
駕駛車，與上述的「クハ111形」一樣。
サハ111形
拖卡。
サロ113形 (Ts)
新造綠色車廂，載客量較少，為48人。
サロ111形 (Ts)
新造一等車（綠色車廂），載客量為64人，與上述的「サロ111形」一樣。
サロ110形 (T's)
綠色車廂，載客量為60人。

### 113系之改造形式
クモハ113形 (Mc)
與「モハ112形／クモハ112形」為一組的駕駛電動車，全部從「モハ113形」改裝。
クモハ112形 (M'c)
與「モハ113形／クモハ113形」為一組的駕駛電動車，全部從「モハ112形」改裝。
クハ113形 (Tc)

クハ112形 (T'c)

## 新造車解説

### 111系
1962年6月起，引入至大船電車區（現・鎌倉車輛中心）及靜岡運轉所（現・靜岡車輛區），行駛東海道本線。1967年秋起開始行駛横須賀線，但當初車身塗上與東海道本線同樣的湘南色。後來為了防止誤乘，在車頭裝上「須賀色」的目的地顯示。
登場當初編成如下。考慮到新幹線通車後列車或要縮短，基本編成中間設有先頭車輛(Tc)。新幹線開業後，使用偶數向的クハ（Tc1），採用4輛+4輛+8輛共16輛的編成，希望能以8輛・12輛・16輛共3種類編成運用。
| ←東京方向神戸方向→ |             |              |               |   |              |             |              |              |             |              |              |              |             |              |               |
| クハ111 (Tc)       | モハ111 (M) | モハ110 (M') | クハ111 (Tc1) | + | クハ111 (Tc) | モハ111 (M) | モハ110 (M') | クハ111 (Tc) | モハ111 (M) | モハ110 (M') | サロ111 (Ts) | サロ111 (Ts) | モハ111 (M) | モハ110 (M') | クハ111 (Tc1) |
| 付屬編成           | 付屬編成    | 付屬編成     | 付屬編成      | + | 基本編成     | 基本編成    | 基本編成     | 基本編成     | 基本編成    | 基本編成     | 基本編成     | 基本編成     | 基本編成    | 基本編成     | 基本編成      |

### 113系0・0'番台
1963年起製造，為113系最初的製造區分。起初運行於東海道本線東京地區及横須賀線，1964年起運行於京阪神地區。由於横須賀線東京站及新橋站月台位於地下，需要使用防火車輛，1970年代起0番台車全數由後述的1000'番台取代。
為了統一機器，主電動機沿用了115系・165系採用的MT54形，主電動機功率由MT46形的100 KW提升至120 kW。

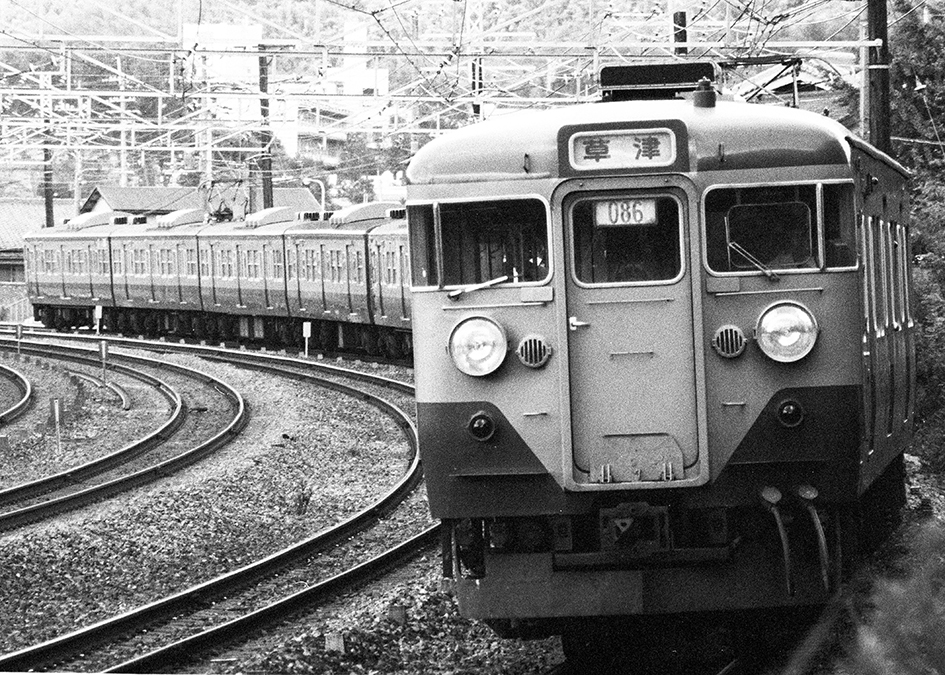
設有大型通風器的クハ111形京阪神快速電車（1983年）
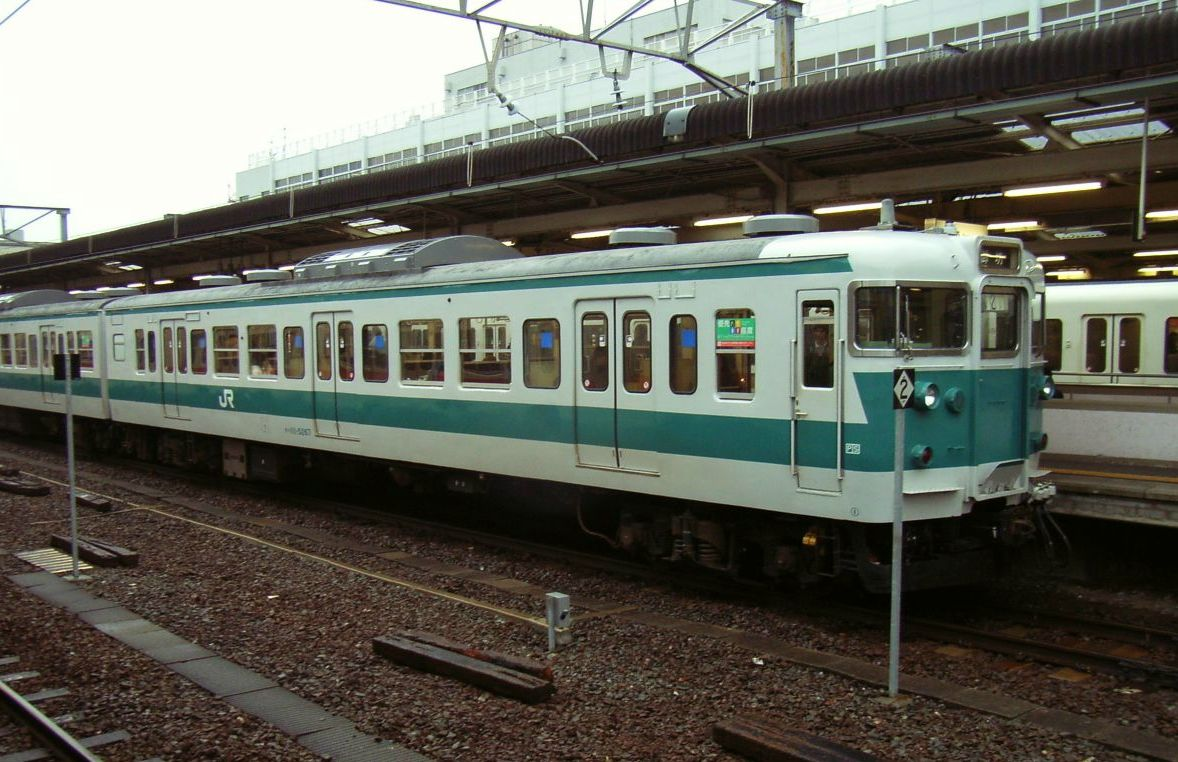
クハ111形5000番台（高速化改造車）奇数（東）向車。配备圆形通风器和密封光束前照灯的类型，搭载着空调运行的形式。
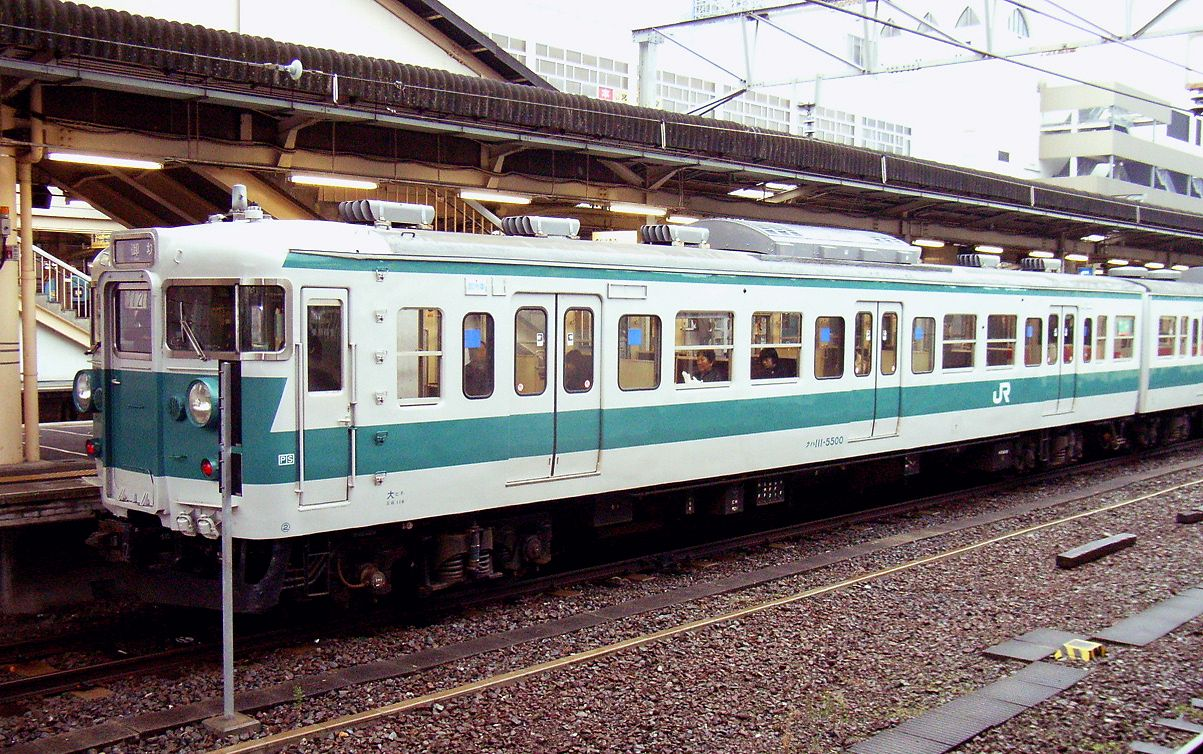
クハ111形5000番台偶数（西）向き・CP付き（5300番台）車。配备了强制通风器。搭载着空调运行的形式。
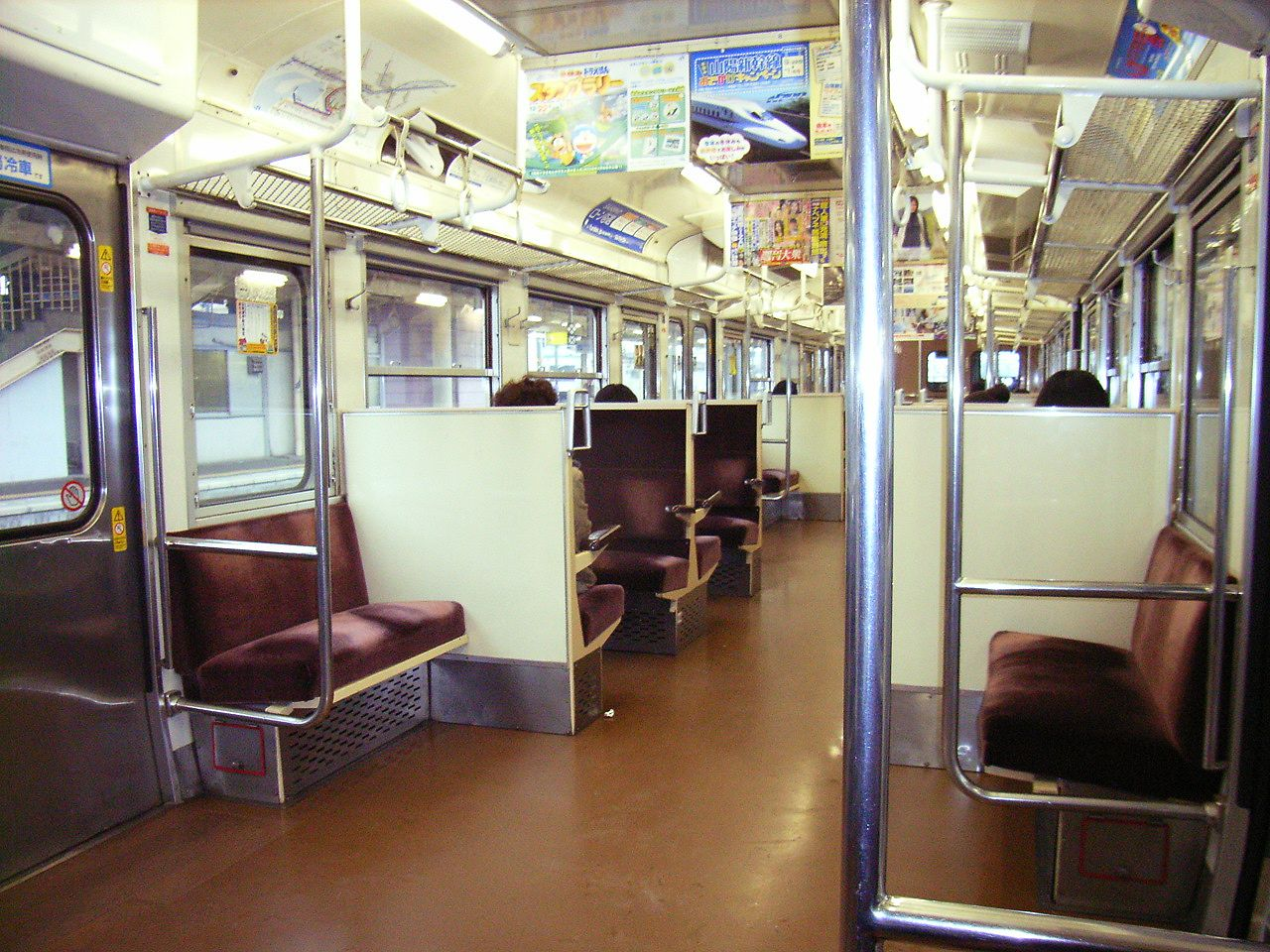
5000番台車內

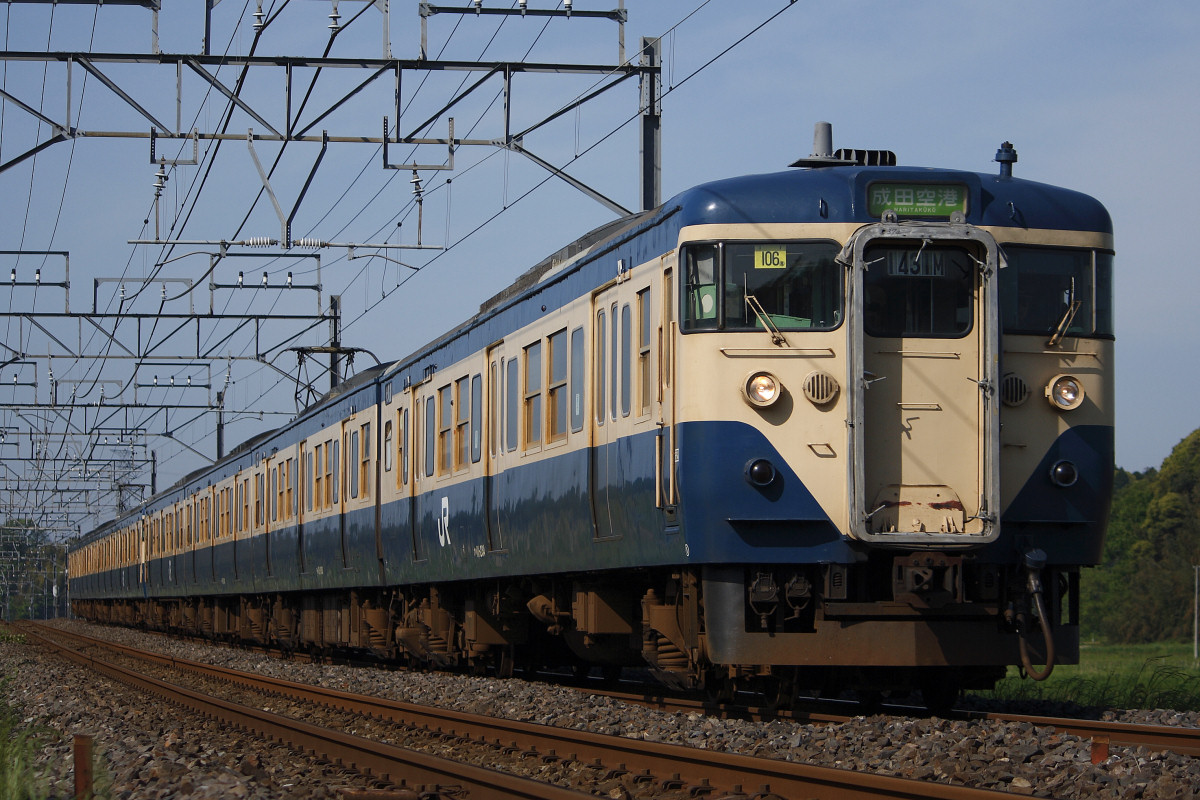
0番台車106列车组，隶属于幕张列车所
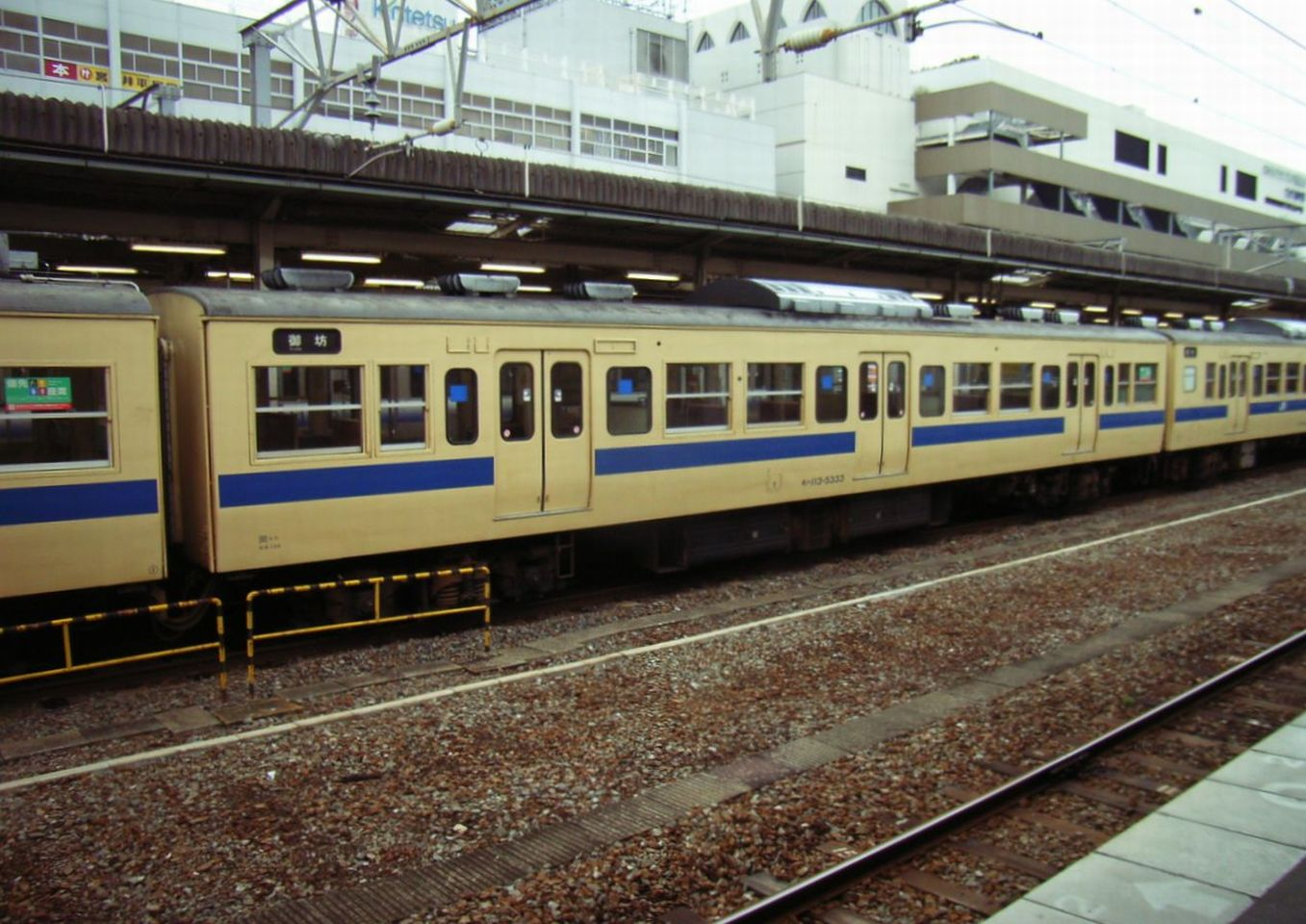
モハ113形5000番台。与早期的列车相比，现在的可开启窗户是单元式且为直角。
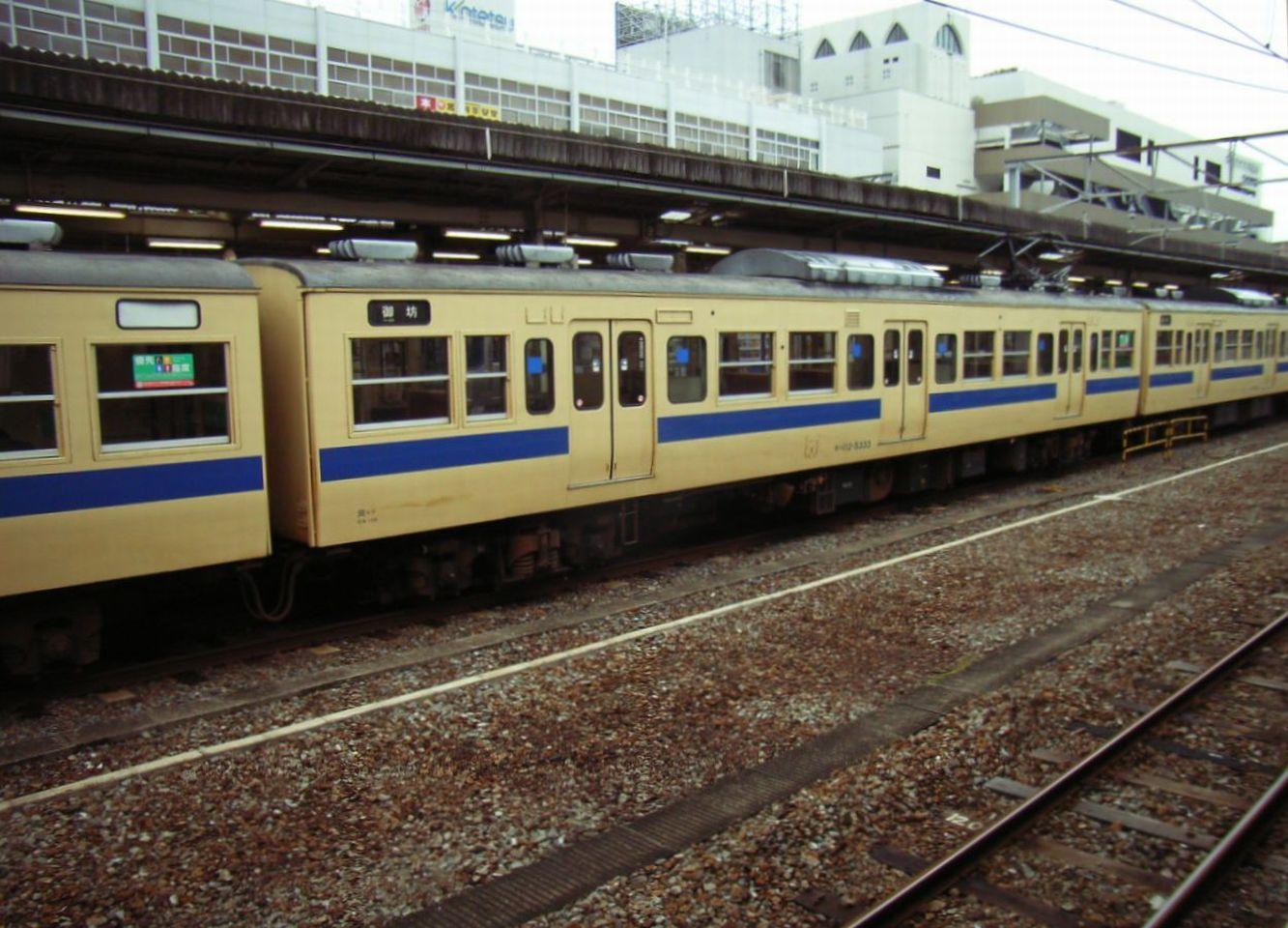
モハ112形5000番台。
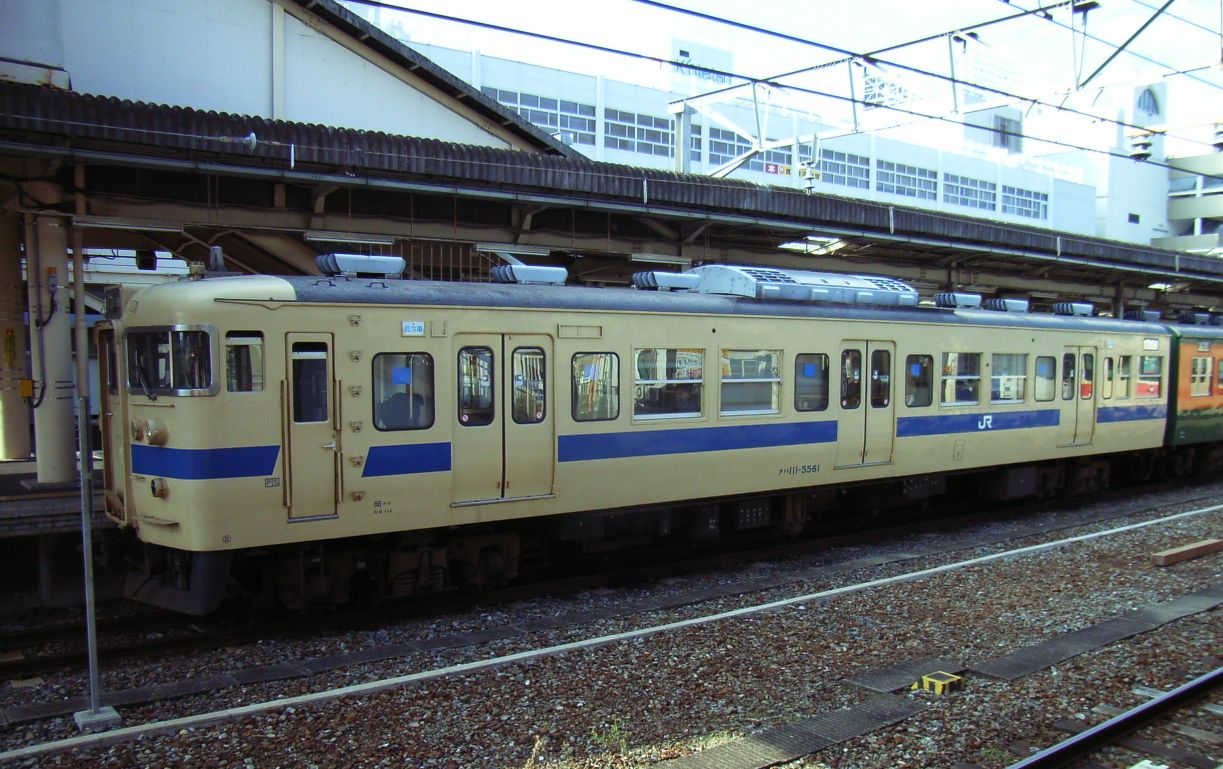
クハ111形5000番台偶数（西）向き・CP付き（5300番台）車。驾驶员座位后面的窗户布置发生了变化。
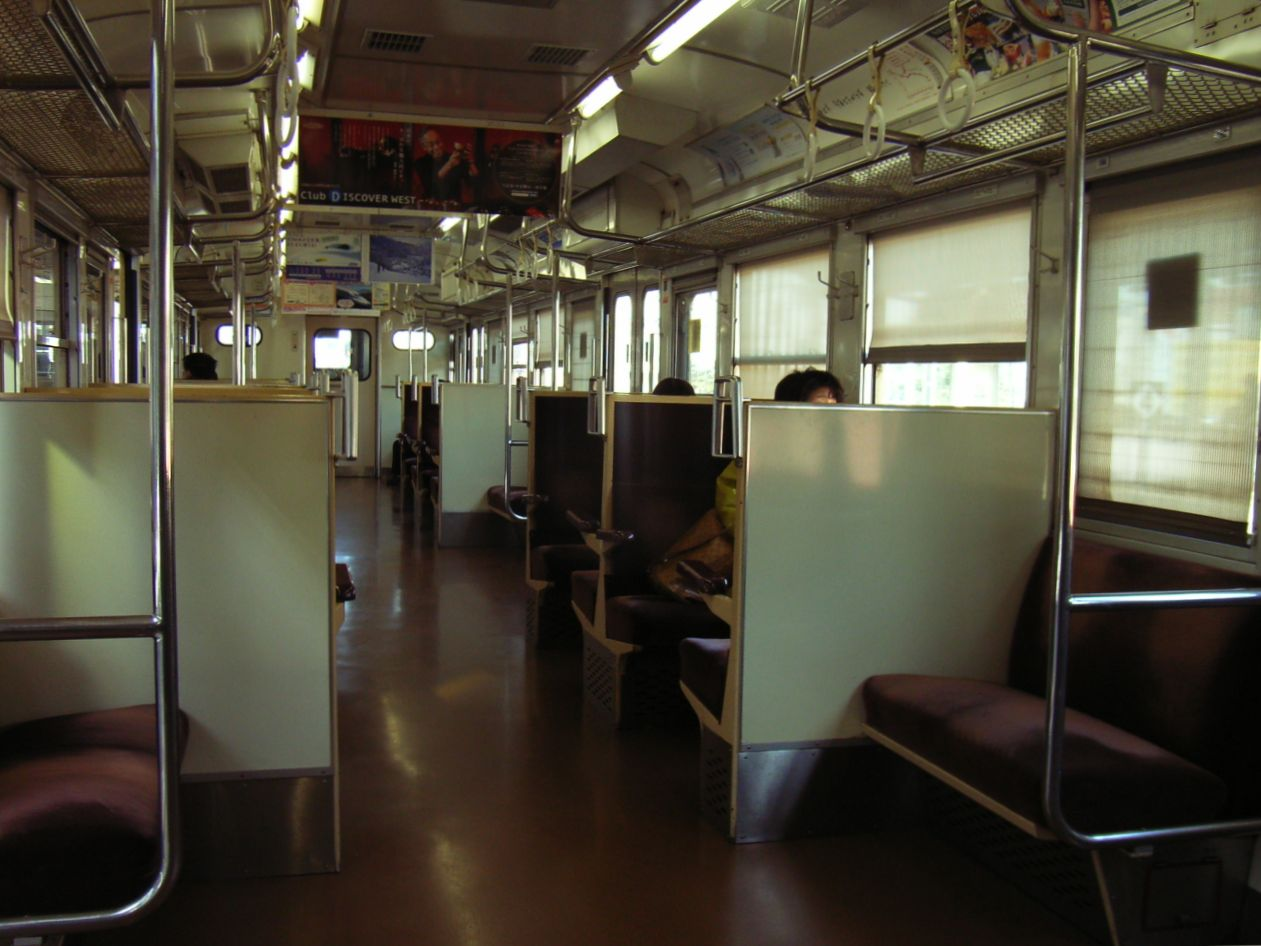
5000番台の車内。内饰设计与早期车型没有太大区别。

### 113系1000・1000'番台

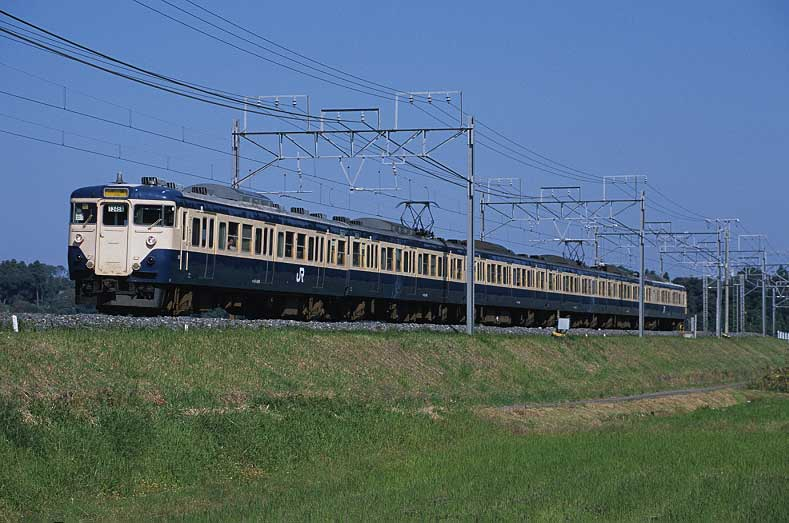
113系1000'番台（總武本線）

為了直通横須賀線・總武快速線地下區間（錦糸町 - 品川間，1972年錦糸町 - 東京間開業、1976年東京 - 品川間延伸），1969年起製造。以0番台為基礎，採用了運輸省（→国土交通省）制定的防火標準。
考慮到本番台會經過長隧道及人口密集地，車上的洗手間由直接排放改為循環式，車身亦棄用木材，改用阻燃物料以策安全。
1974年7月，總武快速線伴隨著房總東線（→外房線）電氣化的同時開業。地下區間的保安裝置原定使用ATS系統，但即將開業時則決定引入ATC。因此由1972年4月起，新製造的車輛均搭載ATC裝置。
此前的1000番台車輛，主要行駛房總地區（總武本線・成田線・鹿島線・外房線・東金線・内房線）近距離列車及於0番台一起行駛東海道本線東京口。此系列通稱為「地上用1000番台」。
新製造車輛先頭車助手席的後部搭載了ATC裝置（部分為預留構造），並加大了駕駛室。車輛號碼延續已有列車的編排，但為了區分已有非ATC車輛，故此被非正式稱為「1000'番台」。
本車體構造亦被後來的地上用新製空調車（0'番台）和700番台，以及115系300番台與415系0'番台採用。

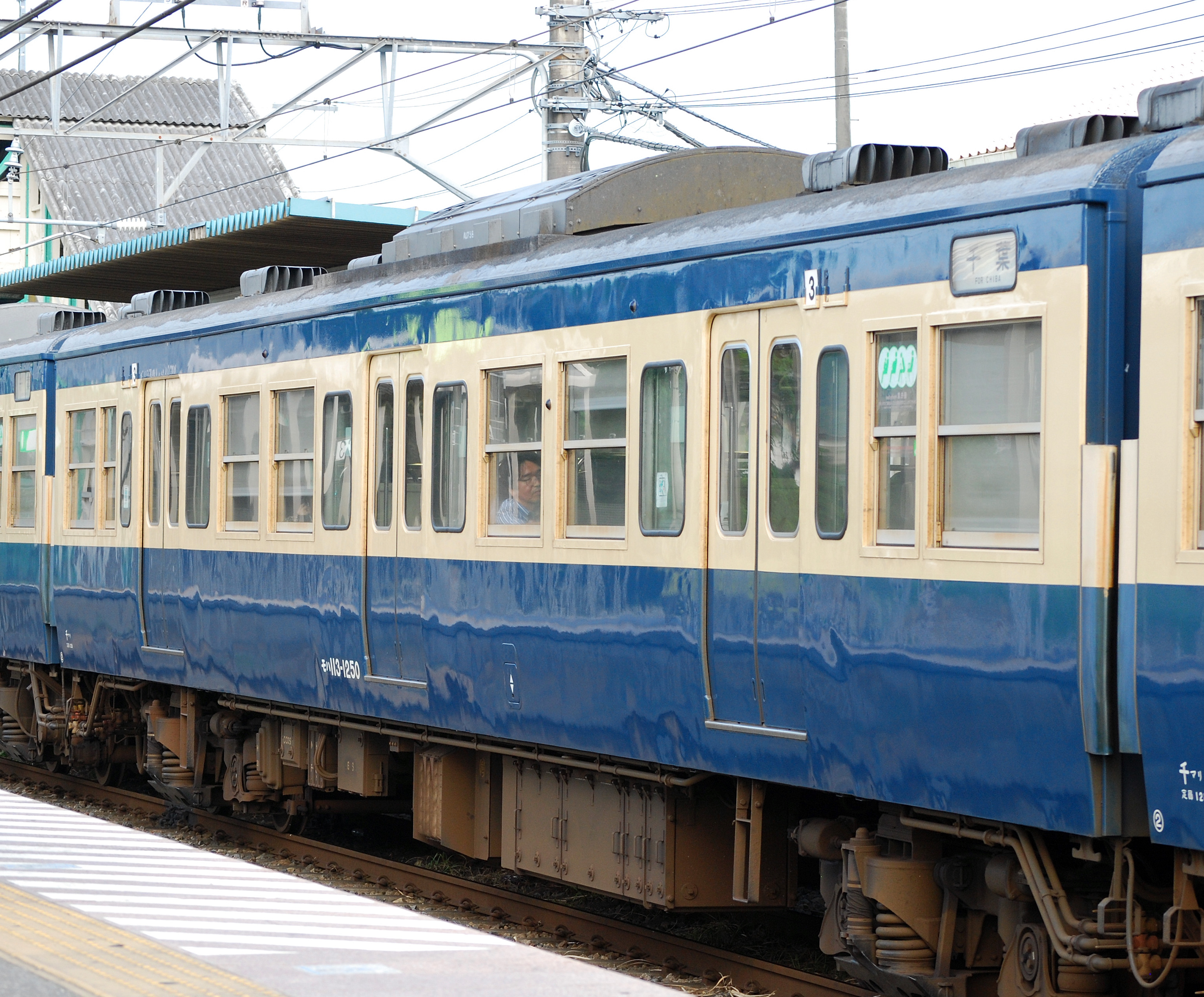
モハ113-1250
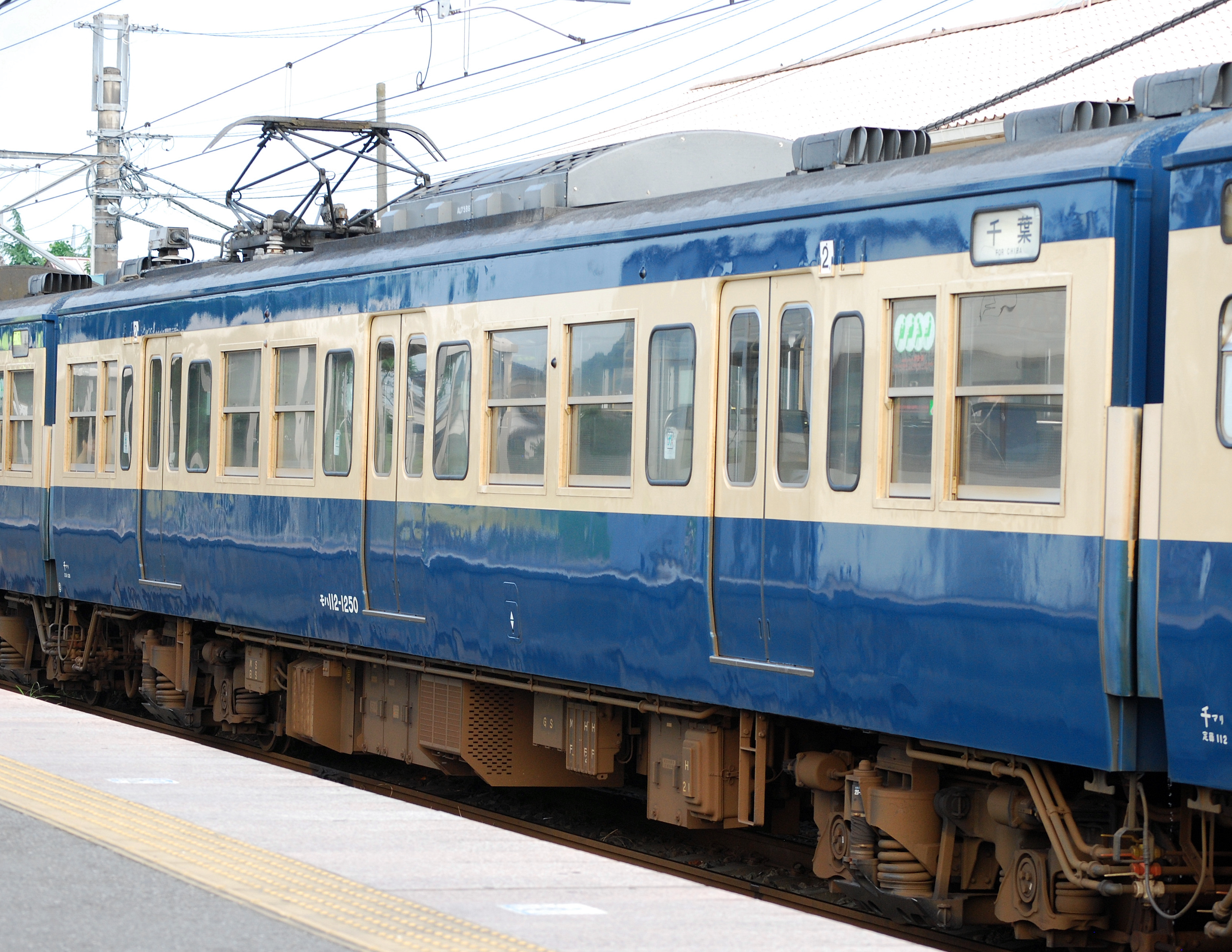
モハ112-1250
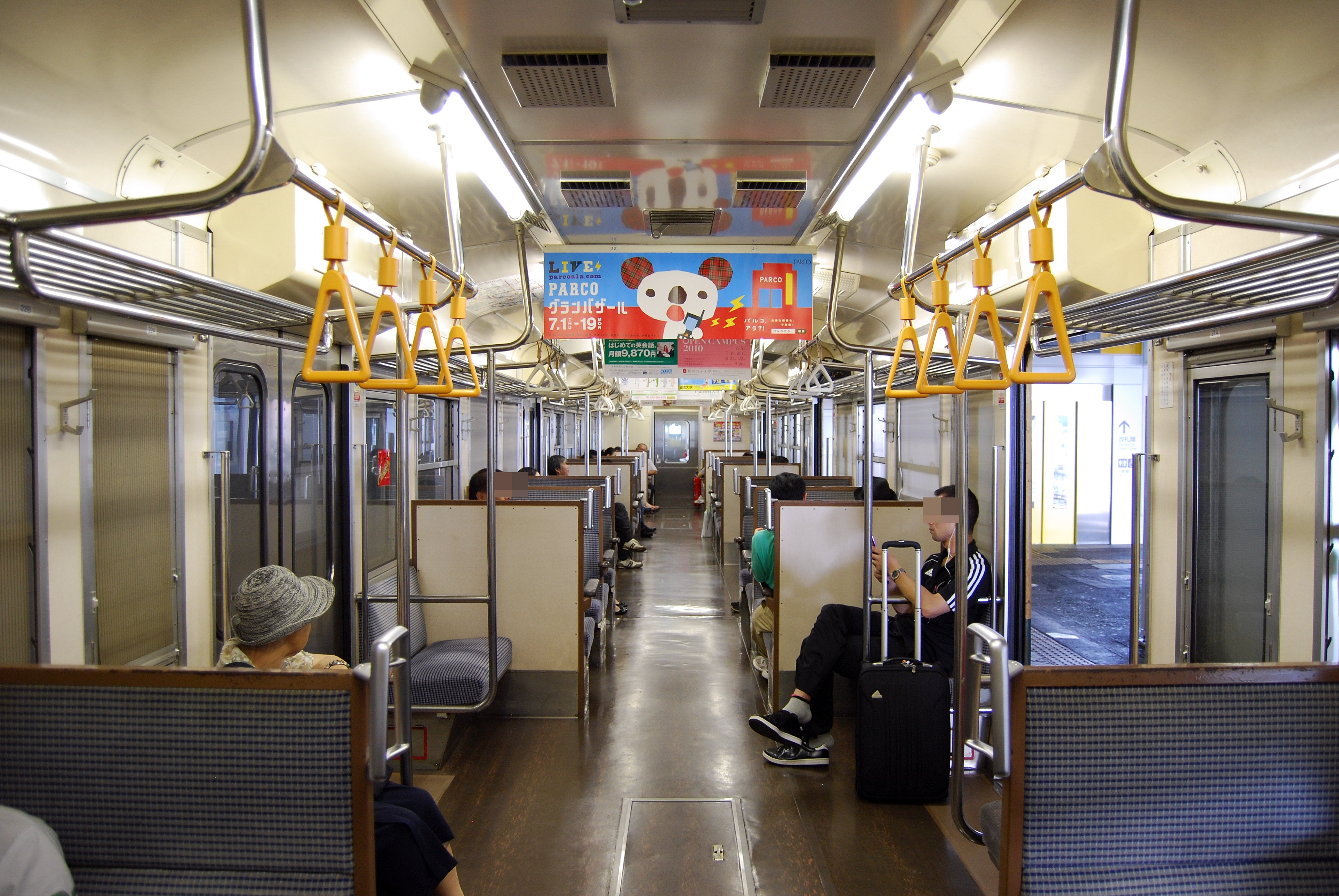
幕張車輛中心所屬的1000番台車內

### 113系700番台
1974年7月20日，連接東海道本線山科站和北陸本線近江鹽津站的湖西線開業。由於永原 - 近江鹽津間設有交直流中性區，以切換至北陸本線的交流電區域，普通列車只行走直流電化的京都 - 永原之間，並採用113系行駛。鑑於湖西線位於寒冷地區，登場的113系700番台安裝了與115系同樣的耐寒耐雪裝備。
於1974年至1976年之間，本番台共製造 2M2T 4輛×9列，4M2T 6輛×8列。
本番台以1000'番台的車身為基礎，並改用半自動門（手動開閉），亦加入雪犁等耐寒耐雪構造，與115系300番台相似。
鑑於1972年11月發生北陸隧道火災事故，以後的新製車輛需要符合更嚴謹的阻燃標準，因此700番台亦採用了與1000'番台同樣的防火措施。
1991年起進行高速化改造，全車號碼增加5000至「5700番台」。及後，1992年至2001年間，全車輛進行了工程以延長壽命。

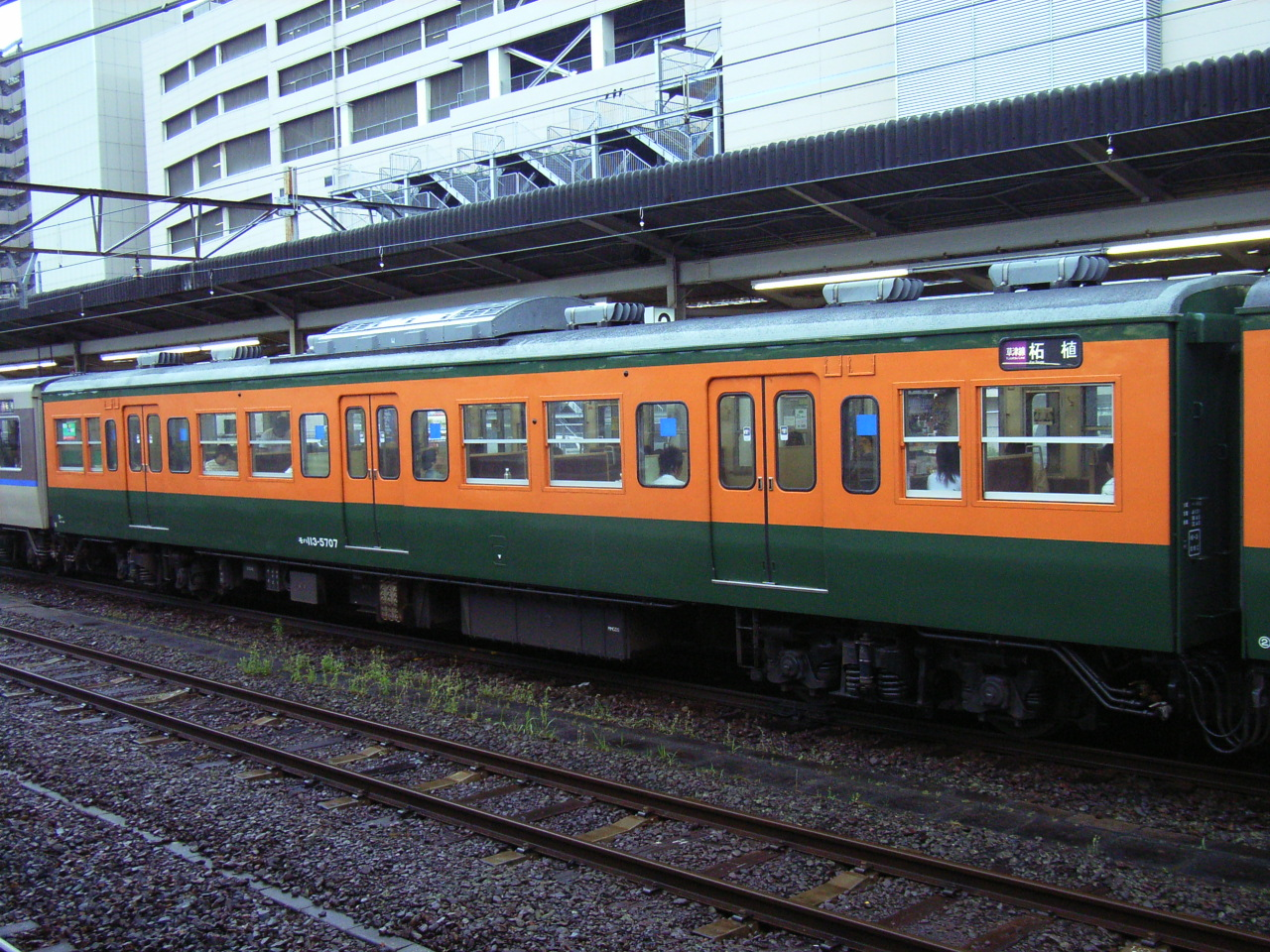
モハ113形5700番台。
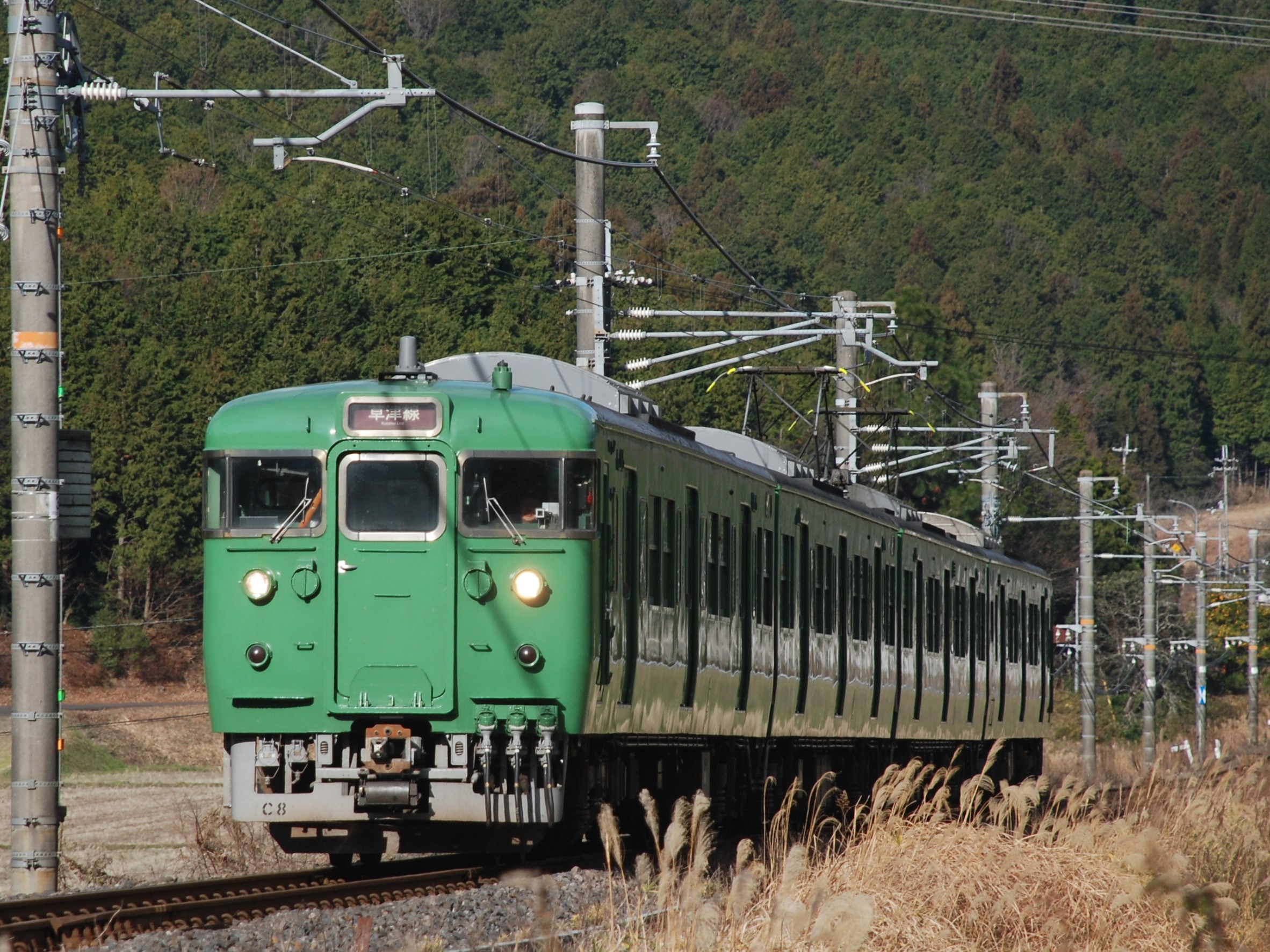
モハ112形5700番台。 增設了除霜集電弓。

### 113系2000番台
為了替換1955年起行駛於東海道本線名古屋地區的80系，由1978年起引入新製造的113系，並採用了若干設計變更。相當於0番台的後繼車型。
此番台變更包括擴大了橫向式座椅部分的座位間隔（1,420 mm → 1,490 mm）・座位寬擴大（880 mm → 965 mm），改變了車窗的形狀及編排，以及座位數量的減少。

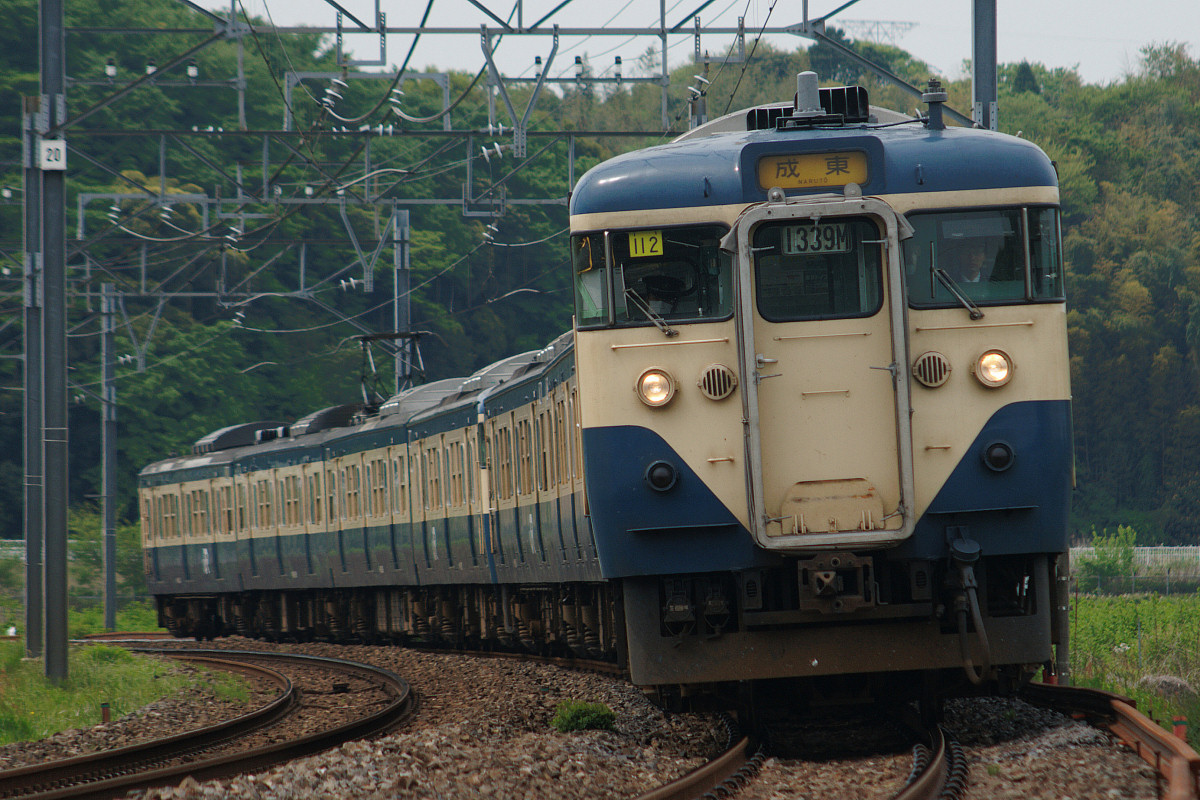
由2000番台車構成的幕張112編成
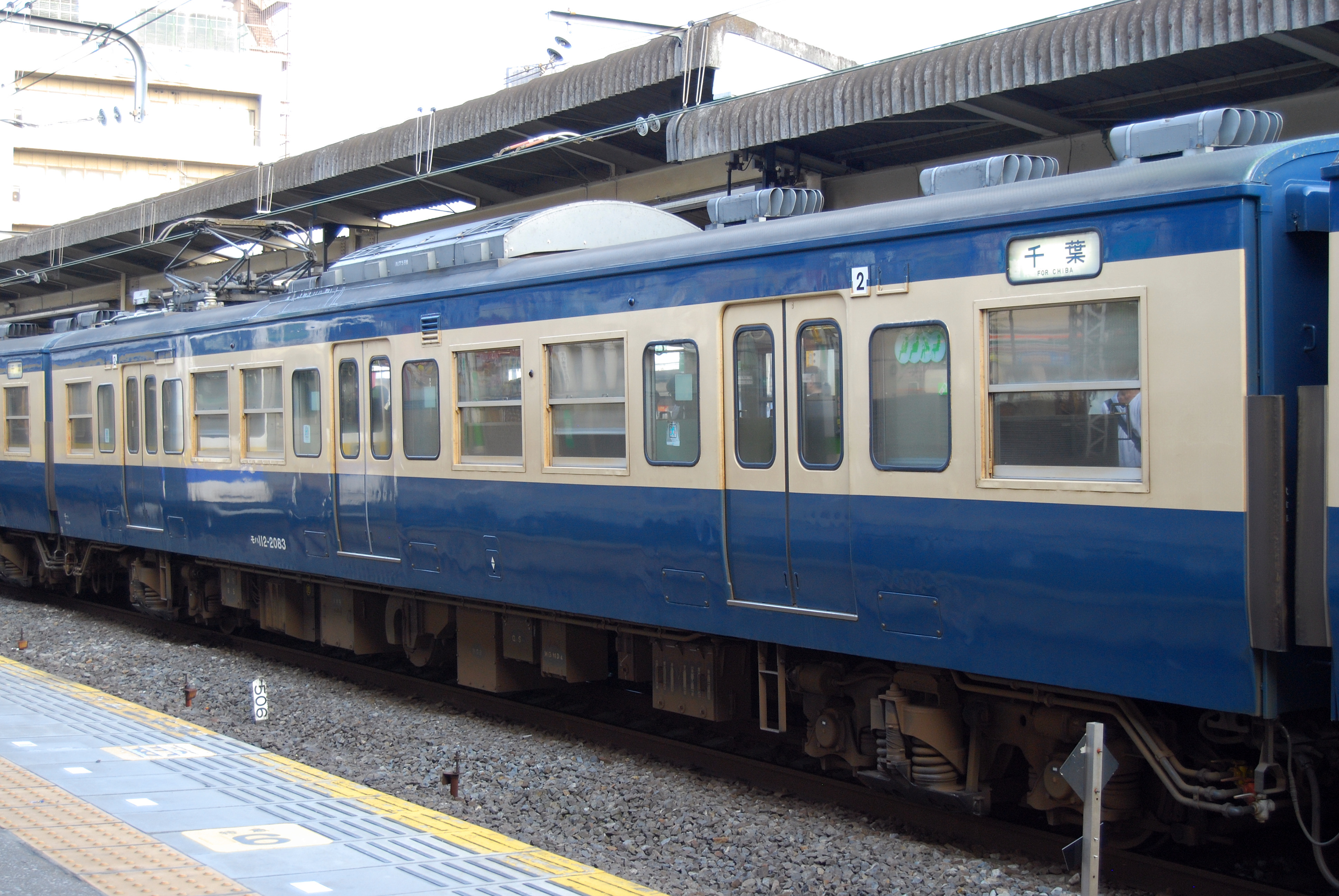
モハ112-2083
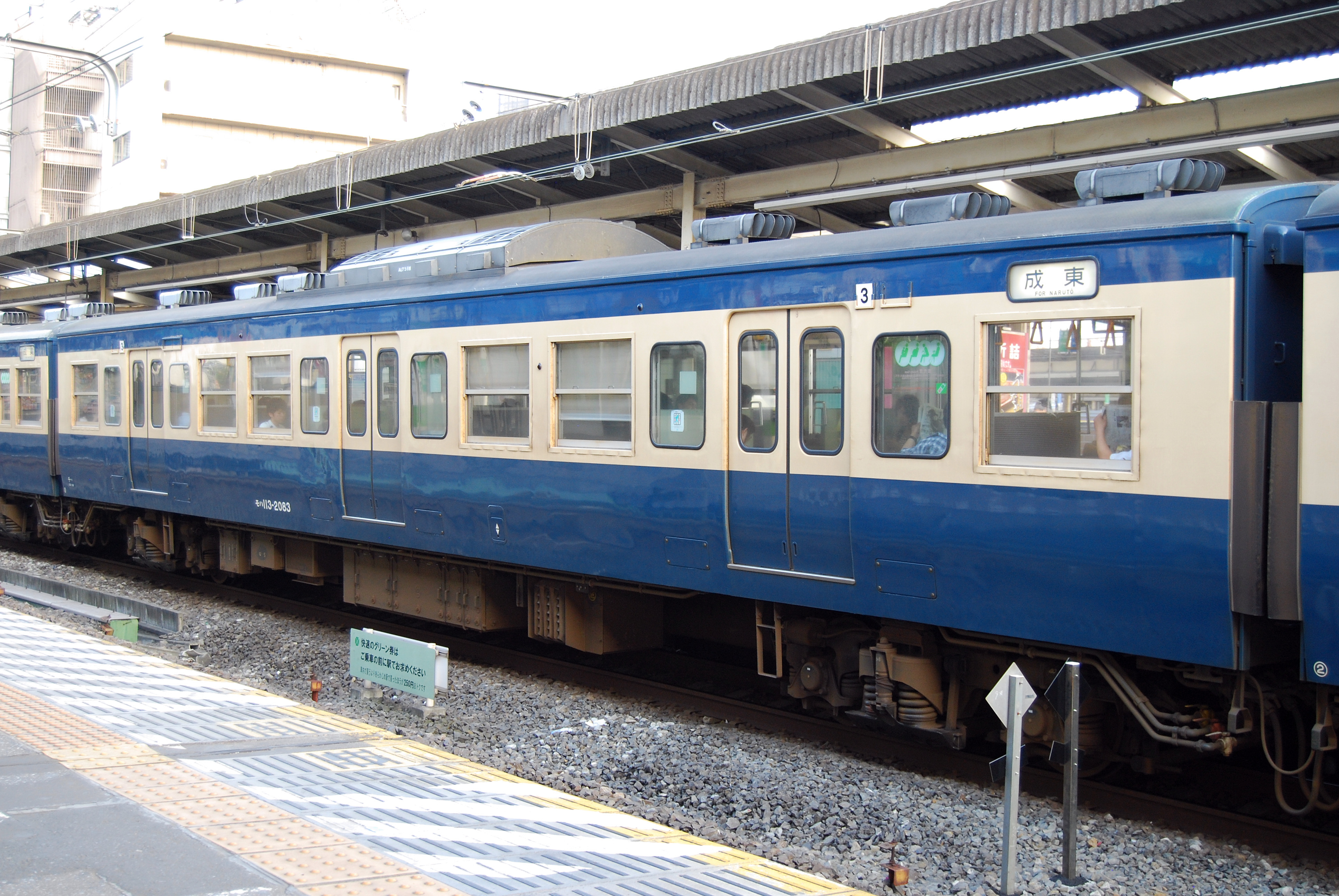
モハ113-2083（反対側側面）
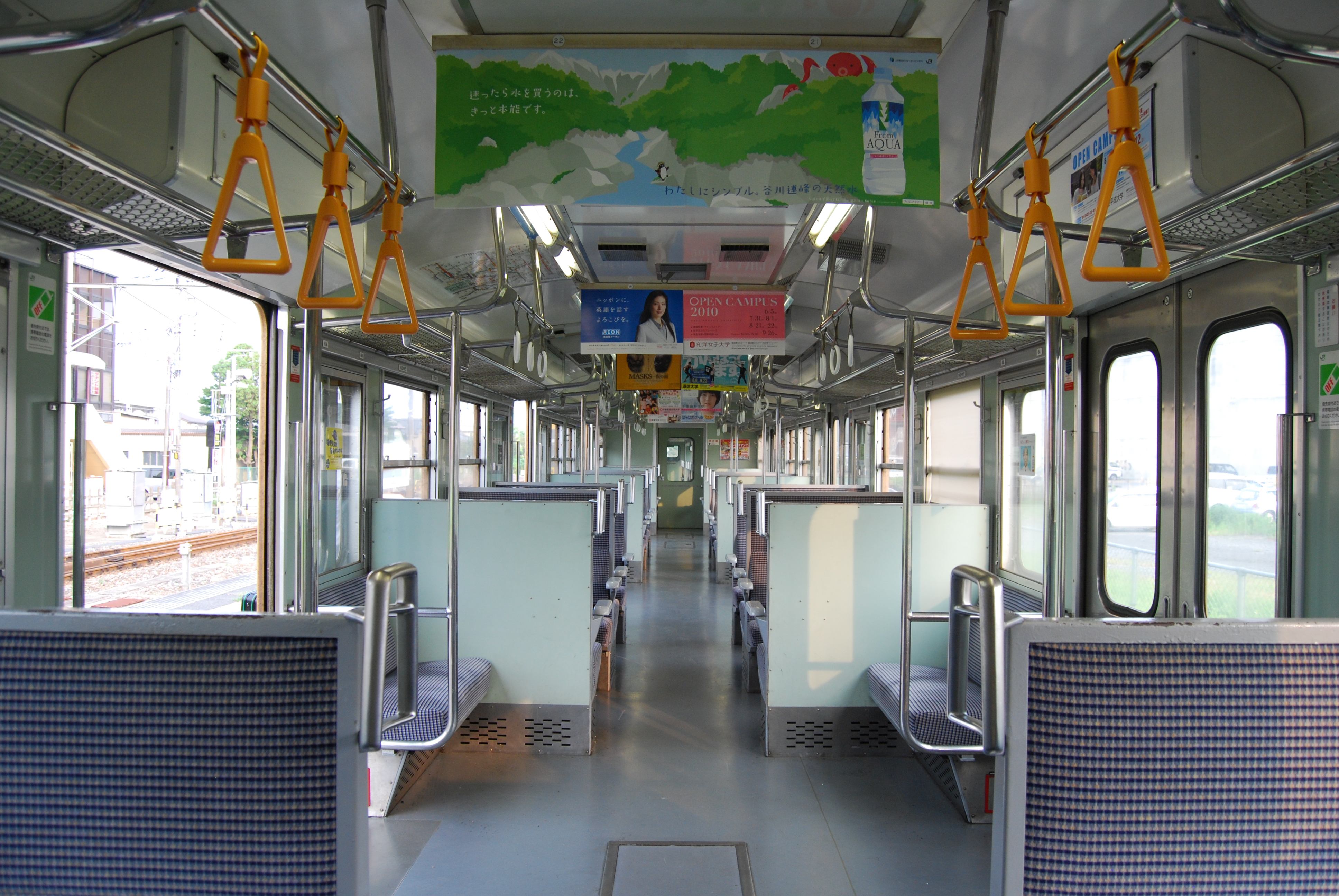
2000番台車內

### 113系1500番台
1980年10月時刻表修訂，東海道本線與横須賀線分離（通稱：SM分離），實施橫須賀·總武快速線直通運轉。有鑑於此，從1979年製造本型號以擴充車隊，提升運載力。設計以1000'番台為基礎，並採用了2000番台的座位間隔。
與其他型號比較，本列車的車頭燈位置較高。
全車新製配置於大船電車區・幕張電車區，行駛横須賀・總武快速線。國鐵分割・民營化時全部車輛由JR東日本承繼。引入E217系後，因應車輛需求，部分隸屬幕張電車區，行駛房總地區近距離路線的列車轉投国府津電車區，行駛東海道本線東京口。當中包括サハ111形（1501 因廢車除外）轉屬至国府津電車區，以替換老化的サハ形。而在E231系引入至国府津車輛中心（2004年改稱）時，由於隸屬国府津サハ111形沒有可轉用的地方，因此全部廢車。隸屬幕張車車輛中心（2004年改稱）的1500番台則進行了翻新。

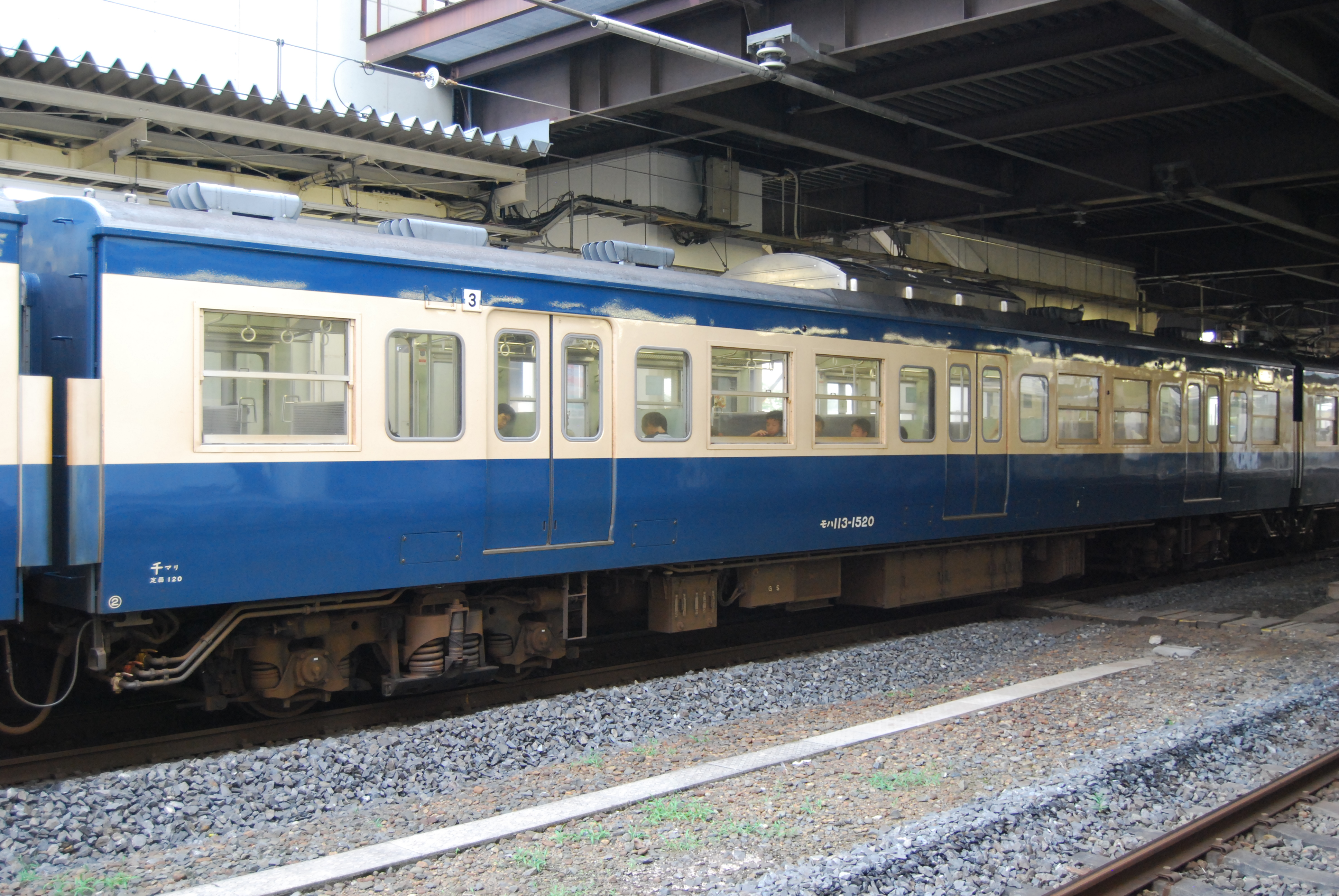
モハ113-1520
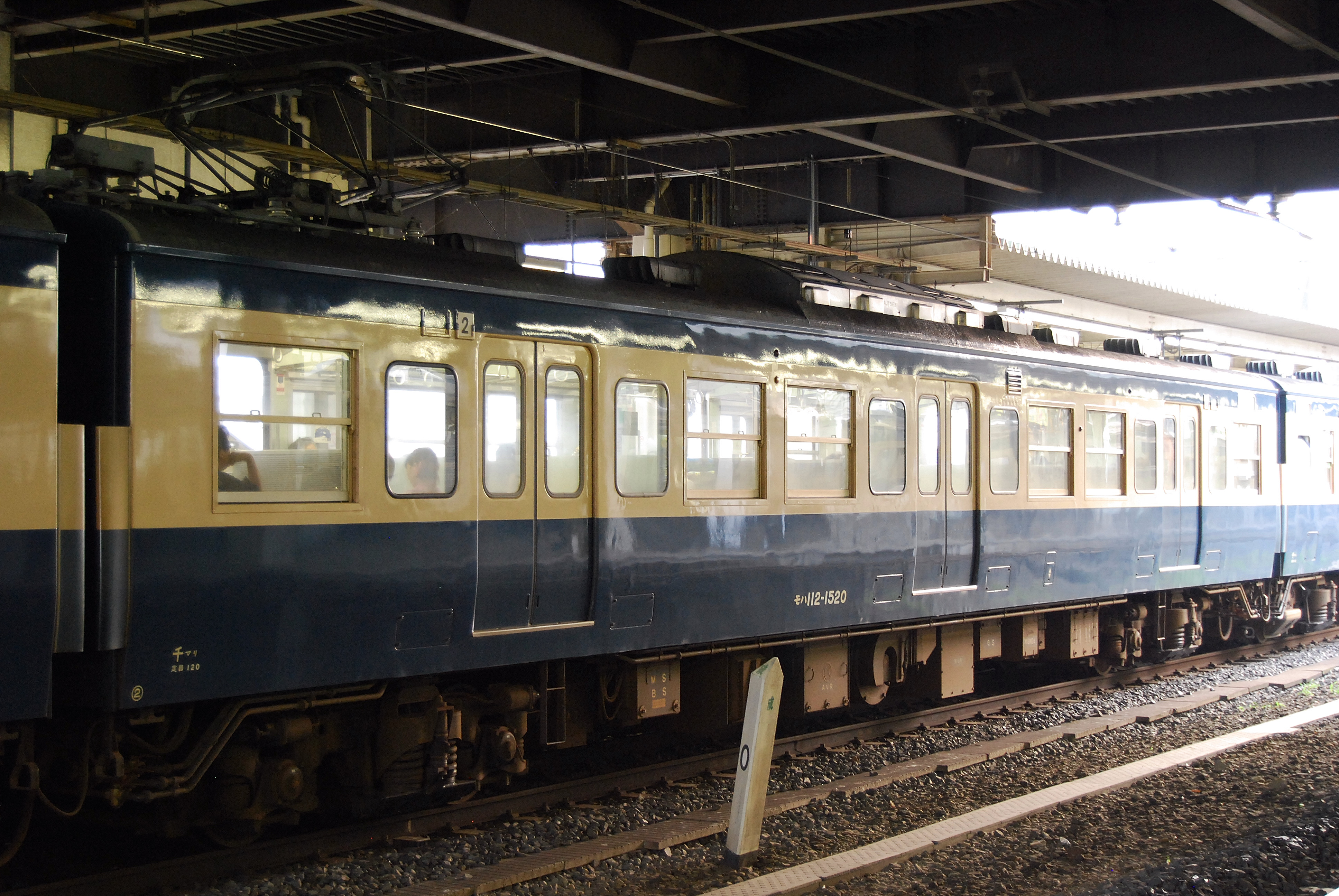
モハ112-1520
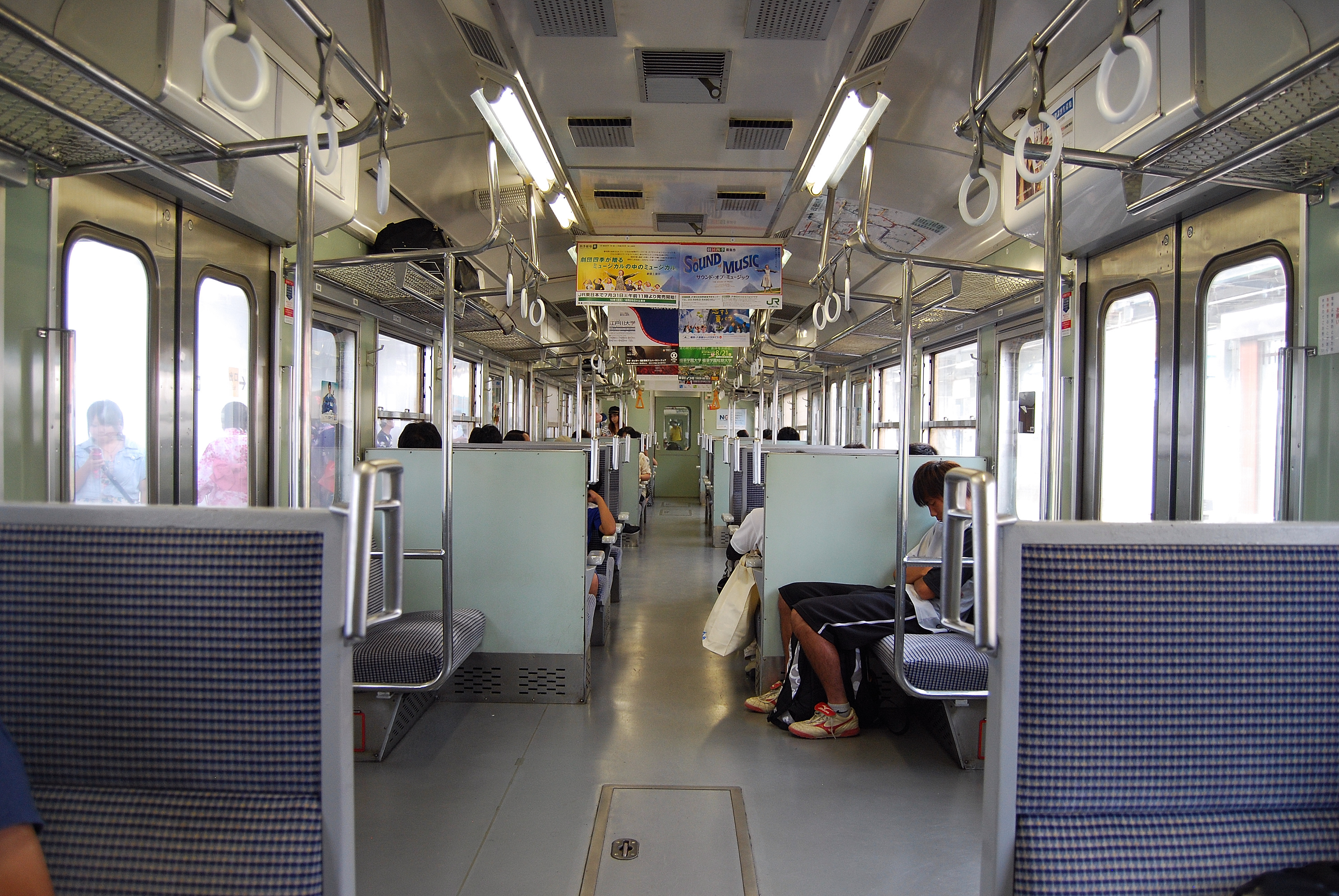
1500番台車內

### 113系2700番台
1980年3月草津線草津站 - 柘植站間電氣化，為了可以與湖西線共通運用而增備113系。與2000番台一樣加大了座位，亦加入了700番台同樣的禦寒設備。
於1980年共製造 4M2T 6輛編成2列，自草津線電化開業時與湖西線用700番台共通運用。1983年至1984年間重組成4輛編成，但由於先頭車不足，因此從後述的クハ111形2000番台改造並編入車隊。
全車由JR西日本承繼，現在全車高速化改造後車輛號碼加上5000成為「7700番台」，並於2002年至2003年間進行體質改善工程。

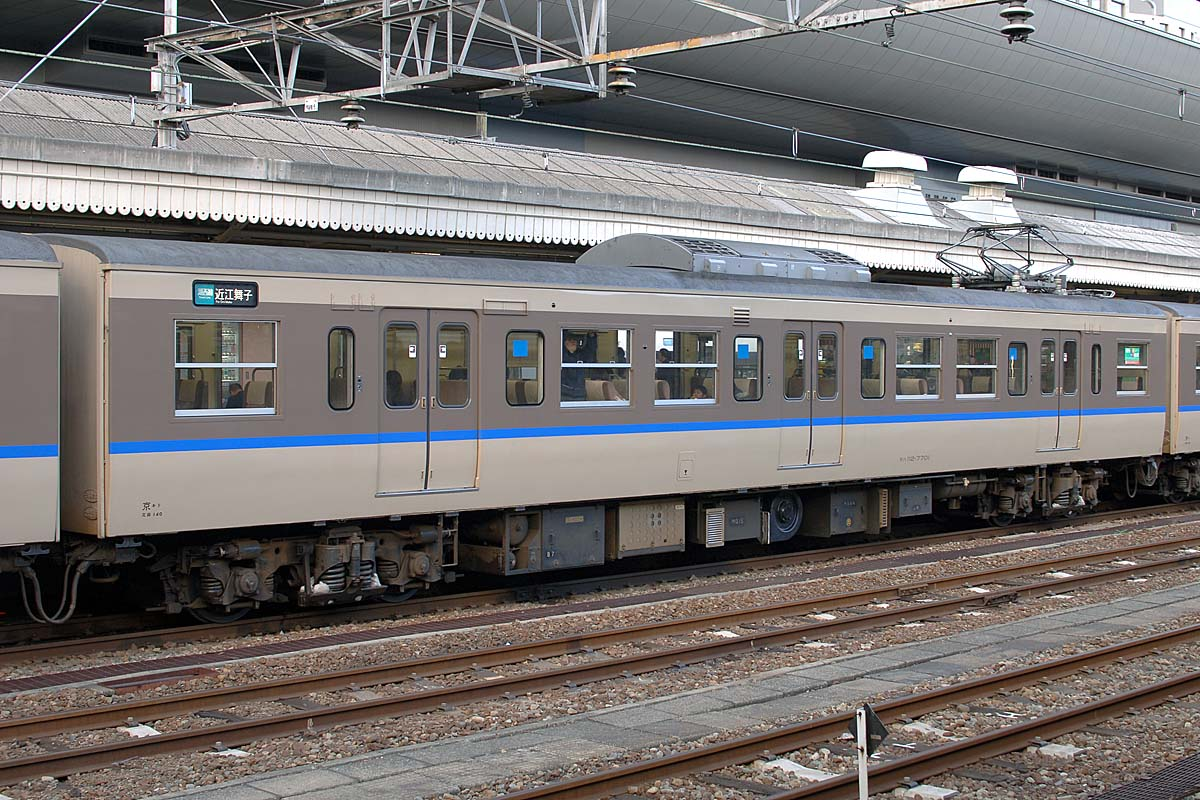
モハ112形7700番台。
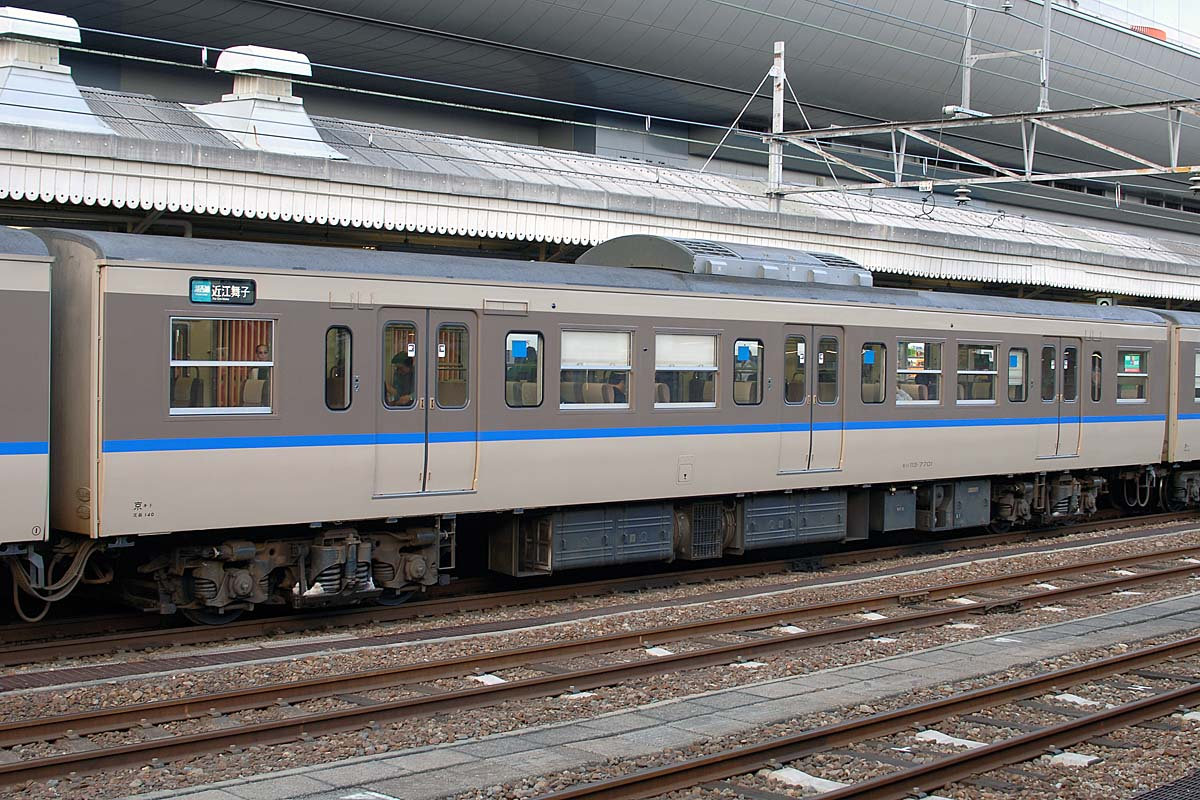
モハ113形7700番台。